# EHF-Pokal der Frauen 2011/12
Am EHF-Pokal 2011/12 nahmen 36 Handball-Vereinsmannschaften teil, die sich in der vorangegangenen Saison in ihren Heimatländern für den Wettbewerb qualifiziert hatten. Es war die 37. Austragung des EHF-Pokals. Die Pokalspiele begannen am 1. Oktober 2011, das Rückrundenfinale fand am 12. Mai 2012 statt. Titelverteidiger des EHF-Pokals war der dänische Verein FC Midtjylland Håndbold. Sieger des EHF-Pokals in diesem Jahr wurde der russische Verein GK Lada Toljatti.

## Runde 2
Es nahmen 8 Teams, die sich vorher für den Wettbewerb qualifiziert hatten, teil.
Die Auslosung der 2. Runde fand am 26. Juli 2011 um 11:00 Uhr (UTC+2) in Wien statt.
Die Hinspiele fanden vom 1./2. Oktober 2011 statt. Die Rückspiele fanden vom 8./9. Oktober 2011 statt.

### Qualifizierte Teams
| Topf 1: - HB Dudelange - KHF Priština - SG Witasek Kärnten - Bnei Herzliya | Topf 2: - ŽRK Biseri - HPK Arkatron Minsk - AOA Aradippou - Maccabi Arazim Ramat Gan |

### Ausgeloste Spiele und Ergebnisse
| Mannschaft 1                         | Mannschaft 2             | Hinspiel             | Rückspiel            | Gesamt  |
| ------------------------------------ | ------------------------ | -------------------- | -------------------- | ------- |
| Maccabi Arazim Ramat Gan Grozovsky 8 | Bnei Herzliya Vikrat 18  | 02.10. So. 20:30 Uhr | 04.10. Di. 20:30 Uhr | 43 : 58 |
| Maccabi Arazim Ramat Gan Grozovsky 8 | Bnei Herzliya Vikrat 18  | 21 : 25 (09 : 15)    | 22 : 33 (08 : 19)    | 43 : 58 |
| Maccabi Arazim Ramat Gan Grozovsky 8 | Bnei Herzliya Vikrat 18  | 400 Zuschauer        | 400 Zuschauer        | 43 : 58 |
| HB Dudelange Silvestrucci 13         | AOA Aradippou Massou 11  | 01.10. Sa. 20:00 Uhr | 08.10. Sa. 18:00 Uhr | 73 : 30 |
| HB Dudelange Silvestrucci 13         | AOA Aradippou Massou 11  | 36 : 10 (17 : 05)    | 37 : 20 (19 : 09)    | 73 : 30 |
| HB Dudelange Silvestrucci 13         | AOA Aradippou Massou 11  | 150 Zuschauer        | 150 Zuschauer        | 73 : 30 |
| HPK Arkatron Minsk Pantus 12         | KHF Priština Hyseni 14   | 08.10. Sa. 17:00 Uhr | 09.10. So. 17:00 Uhr | 62 : 47 |
| HPK Arkatron Minsk Pantus 12         | KHF Priština Hyseni 14   | 33 : 24 (13 : 09)    | 29 : 23 (14 : 12)    | 62 : 47 |
| HPK Arkatron Minsk Pantus 12         | KHF Priština Hyseni 14   | 600 Zuschauer        | 400 Zuschauer        | 62 : 47 |
| SG Witasek Kärnten Szjapanawa 12     | ŽRK Biseri Despotović 10 | 01.10. Sa. 19:00 Uhr | 02.10. So. 10:30 Uhr | 62 : 40 |
| SG Witasek Kärnten Szjapanawa 12     | ŽRK Biseri Despotović 10 | 31 : 21 (13 : 08)    | 31 : 19 (17 : 13)    | 62 : 40 |
| SG Witasek Kärnten Szjapanawa 12     | ŽRK Biseri Despotović 10 | 500 Zuschauer        | 600 Zuschauer        | 62 : 40 |

## Runde 3
Es nahmen die 4 Sieger der 2. Runde und die 28 Mannschaften, die sich vorher für den Wettbewerb qualifiziert hatten, teil.
Die Auslosung der 3. Runde fand am 26. Juli 2011 um 11:00 Uhr (UTC+2) in Wien statt.
Die Hinspiele fanden am 4./5./6./11./12. November 2011 statt. Die Rückspiele fanden am 5./6./11./12./13. November 2011 statt.

### Qualifizierte Teams
| Topf 1: - Team Tvis Holstebro - KIF Vejen - TSV Bayer 04 Leverkusen - GK Lada Toljatti - CB Mar Alicante - Handball Cercle Nîmes - Váci NKSE - CSM Bukarest - Team Esbjerg - Frankfurter HC - Astrachanotschka Astrachan - Bera Bera BM - Mios Biganos - Budapest Bank - HC Zalău - ŽRK Naisa Niš | Topf 2: - Lugi HF - TV Zofingen - Maliye Milli Piyango SK - VOC Amsterdam - ADA Colégio João de Barros - BNTU-BelAZ Minsk - ŽRK Vardar Skopje - Anagennisi Artas - SPE Strovolos - DHW Antwerpen - SPR Lublin - HK Karpaty Uschhorod - HB Dudelange (Sieger 2. Runde) - SG Witasek Kärnten (Sieger 2. Runde) - Bnei Herzliya (Sieger 2. Runde) - HPK Arkatron Minsk (Sieger 2. Runde) |

### Ausgeloste Spiele und Ergebnisse
| Mannschaft 1                               | Mannschaft 2                         | Hinspiel             | Rückspiel            | Gesamt   |
| ------------------------------------------ | ------------------------------------ | -------------------- | -------------------- | -------- |
| Lugi HF Hagman 16                          | GK Lada Toljatti Dawydenko 13        | 11.11. Fr. 18:00 Uhr | 13.11. So. 14:00 Uhr | 47 : 54  |
| Lugi HF Hagman 16                          | GK Lada Toljatti Dawydenko 13        | 24 : 25 (10 : 15)    | 23 : 29 (09 : 12)    | 47 : 54  |
| Lugi HF Hagman 16                          | GK Lada Toljatti Dawydenko 13        | 600 Zuschauer        | 600 Zuschauer        | 47 : 54  |
| TV Zofingen Dervisaj 8                     | Mios Biganos Jurgutytė 10            | 05.11. Sa. 20:00 Uhr | 06.11. So. 15:30 Uhr | 39 : 88  |
| TV Zofingen Dervisaj 8                     | Mios Biganos Jurgutytė 10            | 16 : 42 (08 : 21)    | 23 : 46 (08 : 21)    | 39 : 88  |
| TV Zofingen Dervisaj 8                     | Mios Biganos Jurgutytė 10            | 500 Zuschauer        | 450 Zuschauer        | 39 : 88  |
| SPR Lublin Nestsiaruk 10                   | CSM Bukarest Doica 10                | 06.11. So. 17:00 Uhr | 12.11. Sa. 16:00 Uhr | 57 : 60  |
| SPR Lublin Nestsiaruk 10                   | CSM Bukarest Doica 10                | 32 : 30 (14 : 18)    | 25 : 30 (09 : 17)    | 57 : 60  |
| SPR Lublin Nestsiaruk 10                   | CSM Bukarest Doica 10                | 2.500 Zuschauer      | 800 Zuschauer        | 57 : 60  |
| Handball Cercle Nîmes Herbrecht 13         | SG Witasek Kärnten Rotis-Nagy 14     | 06.11. So. 16:00 Uhr | 11.11. Fr. 19:30 Uhr | 63 : 56  |
| Handball Cercle Nîmes Herbrecht 13         | SG Witasek Kärnten Rotis-Nagy 14     | 34 : 30 (17 : 17)    | 29 : 26 (11 : 09)    | 63 : 56  |
| Handball Cercle Nîmes Herbrecht 13         | SG Witasek Kärnten Rotis-Nagy 14     | 1.000 Zuschauer      | 1.250 Zuschauer      | 63 : 56  |
| BNTU-BelAZ Minsk Jeschikowa 17             | Váci NKSE Klivinyi 16                | 12.11. Sa. 18:00 Uhr | 13.11. So. 18:00 Uhr | 55 : 59  |
| BNTU-BelAZ Minsk Jeschikowa 17             | Váci NKSE Klivinyi 16                | 32 : 35 (15 : 13)    | 23 : 24 (14 : 12)    | 55 : 59  |
| BNTU-BelAZ Minsk Jeschikowa 17             | Váci NKSE Klivinyi 16                | 500 Zuschauer        | 400 Zuschauer        | 55 : 59  |
| Maliye Milli Piyango Keskin 13             | ŽRK Naisa Niš Đoković 12             | 11.11. Fr. 17:00 Uhr | 13.11. So. 17:00 Uhr | 84 : 52  |
| Maliye Milli Piyango Keskin 13             | ŽRK Naisa Niš Đoković 12             | 44 : 26 (20 : 12)    | 40 : 26 (21 : 10)    | 84 : 52  |
| Maliye Milli Piyango Keskin 13             | ŽRK Naisa Niš Đoković 12             | 300 Zuschauer        | 150 Zuschauer        | 84 : 52  |
| Bnei Herzliya Vikrat 17                    | HC Zalău Ciuciulete 10               | 11.11. Fr. 16:30 Uhr | 12.11. Sa. 11:00 Uhr | 42 : 63  |
| Bnei Herzliya Vikrat 17                    | HC Zalău Ciuciulete 10               | 21 : 33 (12 : 14)    | 21 : 30 (09 : 20)    | 42 : 63  |
| Bnei Herzliya Vikrat 17                    | HC Zalău Ciuciulete 10               | 200 Zuschauer        | 200 Zuschauer        | 42 : 63  |
| ADA Colégio João de Barros Silva Pereira 7 | KIF Vejen Arslanagić 14              | 05.11. Sa. 16:00 Uhr | 06.11. So. 12:00 Uhr | 33 : 68  |
| ADA Colégio João de Barros Silva Pereira 7 | KIF Vejen Arslanagić 14              | 16 : 38 (06 : 16)    | 17 : 30 (06 : 13)    | 33 : 68  |
| ADA Colégio João de Barros Silva Pereira 7 | KIF Vejen Arslanagić 14              | 250 Zuschauer        | 200 Zuschauer        | 33 : 68  |
| HPK Arkatron Minsk Lisok 17                | CB Mar Alicante Popović 11           | 12.11. Sa. 12:00 Uhr | 13.11. So. 13:00 Uhr | 39 : 60  |
| HPK Arkatron Minsk Lisok 17                | CB Mar Alicante Popović 11           | 22 : 31 (09 : 17)    | 17 : 29 (09 : 13)    | 39 : 60  |
| HPK Arkatron Minsk Lisok 17                | CB Mar Alicante Popović 11           | 300 Zuschauer        | 500 Zuschauer        | 39 : 60  |
| VOC Amsterdam Rozemalen 10                 | TSV Bayer 04 Leverkusen Steinbach 16 | 05.11. Sa. 19:30 Uhr | 13.11. So. 16:00 Uhr | 50 : 50* |
| VOC Amsterdam Rozemalen 10                 | TSV Bayer 04 Leverkusen Steinbach 16 | 26 : 25 (11 : 12)    | 24 : 25 (14 : 07)    | 50 : 50* |
| VOC Amsterdam Rozemalen 10                 | TSV Bayer 04 Leverkusen Steinbach 16 | 500 Zuschauer        | 850 Zuschauer        | 50 : 50* |
| Astrachanotschka Fanina 10                 | HB Dudelange Hajduk 12               | 05.11. Sa. 16:00 Uhr | 06.11. So. 16:00 Uhr | 76 : 30  |
| Astrachanotschka Fanina 10                 | HB Dudelange Hajduk 12               | 40 : 18 (18 : 09)    | 36 : 12 (16 : 07)    | 76 : 30  |
| Astrachanotschka Fanina 10                 | HB Dudelange Hajduk 12               | 4.000 Zuschauer      | 2.000 Zuschauer      | 76 : 30  |
| Team Esbjerg Helleberg 10                  | Anagennisi Artas Skoutela 11         | 05.11. Sa. 14:00 Uhr | 06.11. So. 11:00 Uhr | 67 : 29  |
| Team Esbjerg Helleberg 10                  | Anagennisi Artas Skoutela 11         | 31 : 15 (17 : 07)    | 36 : 14 (18 : 06)    | 67 : 29  |
| Team Esbjerg Helleberg 10                  | Anagennisi Artas Skoutela 11         | 250 Zuschauer        | 200 Zuschauer        | 67 : 29  |
| ŽRK Vardar Skopje Jovanovska 8             | Budapest Bank Tošković 13            | 04.11. Fr. 18:00 Uhr | 05.11. Sa. 17:00 Uhr | 40 : 79  |
| ŽRK Vardar Skopje Jovanovska 8             | Budapest Bank Tošković 13            | 20 : 39 (08 : 20)    | 20 : 40 (12 : 19)    | 40 : 79  |
| ŽRK Vardar Skopje Jovanovska 8             | Budapest Bank Tošković 13            | 1.000 Zuschauer      | 800 Zuschauer        | 40 : 79  |
| Team Tvis Holstebro Kristiansen 17         | HK Karpaty Uschhorod Semal 12        | 05.11. Sa. 16:00 Uhr | 06.11. So. 14:00 Uhr | 97 : 47  |
| Team Tvis Holstebro Kristiansen 17         | HK Karpaty Uschhorod Semal 12        | 57 : 24 (30 : 13)    | 40 : 23 (19 : 06)    | 97 : 47  |
| Team Tvis Holstebro Kristiansen 17         | HK Karpaty Uschhorod Semal 12        | 610 Zuschauer        | 400 Zuschauer        | 97 : 47  |
| SPE Strovolos Papa 12                      | Frankfurter HC Schneider 16          | 06.11. So. 17:00 Uhr | 13.11. So. 16:00 Uhr | 40 : 85  |
| SPE Strovolos Papa 12                      | Frankfurter HC Schneider 16          | 19 : 46 (13 : 20)    | 21 : 39 (09 : 18)    | 40 : 85  |
| SPE Strovolos Papa 12                      | Frankfurter HC Schneider 16          | 200 Zuschauer        | 550 Zuschauer        | 40 : 85  |
| DHW Antwerpen Ruginytė 8                   | Bera Bera BM Pinedo Saenz 11         | 12.11. Sa. 17:30 Uhr | 13.11. So. 12:00 Uhr | 29 : 81  |
| DHW Antwerpen Ruginytė 8                   | Bera Bera BM Pinedo Saenz 11         | 14 : 44 (03 : 22)    | 15 : 37 (07 : 17)    | 29 : 81  |
| DHW Antwerpen Ruginytė 8                   | Bera Bera BM Pinedo Saenz 11         | 450 Zuschauer        | 500 Zuschauer        | 29 : 81  |

* Der TSV Bayer 04 Leverkusen qualifizierte sich aufgrund der Auswärtstorregel für die nächste Runde.

## Achtelfinale
Es nahmen die 16 Sieger der 3. Runde teil.
Die Auslosung des Achtelfinales fand am 15. November 2011 um 11:00 Uhr (UTC+2) in Wien statt.
Die Hinspiele fanden am 4./5./11. Februar 2012 statt. Die Rückspiele fanden am 5./11./12. Februar 2012 statt.

### Qualifizierte Teams
| - Team Tvis Holstebro - KIF Vejen - TSV Bayer 04 Leverkusen - GK Lada Toljatti - CB Mar Alicante - Handball Cercle Nîmes - Váci NKSE - CSM Bukarest | - Team Esbjerg - Frankfurter HC - Astrachanotschka Astrachan - Bera Bera BM - Mios Biganos - Budapest Bank - HC Zalău - Maliye Milli Piyango SK |

### Ausgeloste Spiele und Ergebnisse
| Mannschaft 1                      | Mannschaft 2                     | Hinspiel             | Rückspiel            | Gesamt  |
| --------------------------------- | -------------------------------- | -------------------- | -------------------- | ------- |
| Team Esbjerg Grigel 18            | Team Tvis Holstebro Nørgaard 16  | 04.02. Sa. 13:00 Uhr | 11.02. Sa. 19:20 Uhr | 52 : 54 |
| Team Esbjerg Grigel 18            | Team Tvis Holstebro Nørgaard 16  | 28 : 27 (15 : 18)    | 24 : 27 (11 : 16)    | 52 : 54 |
| Team Esbjerg Grigel 18            | Team Tvis Holstebro Nørgaard 16  | 300 Zuschauer        | 1.750 Zuschauer      | 52 : 54 |
| TSV Bayer 04 Leverkusen Krause 15 | Astrachanotschka Jankowskaja 9   | 11.02. Sa. 17:00 Uhr | 12.02. So. 14:00 Uhr | 51 : 44 |
| TSV Bayer 04 Leverkusen Krause 15 | Astrachanotschka Jankowskaja 9   | 29 : 22 (13 : 13)    | 22 : 22 (12 : 11)    | 51 : 44 |
| TSV Bayer 04 Leverkusen Krause 15 | Astrachanotschka Jankowskaja 9   | 3.000 Zuschauer      | 2.000 Zuschauer      | 51 : 44 |
| Maliye Milli Piyango SK Özcan 12  | Váci NKSE Klivinyi 9             | 04.02. Sa. 18:30 Uhr | 12.02. So. 16:00 Uhr | 55 : 52 |
| Maliye Milli Piyango SK Özcan 12  | Váci NKSE Klivinyi 9             | 35 : 28 (14 : 15)    | 20 : 24 (07 : 13)    | 55 : 52 |
| Maliye Milli Piyango SK Özcan 12  | Váci NKSE Klivinyi 9             | 400 Zuschauer        | 600 Zuschauer        | 55 : 52 |
| CB Mar Alicante Ortuño Torrico 13 | Budapest Bank Szögi 10           | 04.02. Sa. 18:00 Uhr | 05.02. So. 15:30 Uhr | 47 : 44 |
| CB Mar Alicante Ortuño Torrico 13 | Budapest Bank Szögi 10           | 22 : 25 (09 : 14)    | 25 : 19 (12 : 11)    | 47 : 44 |
| CB Mar Alicante Ortuño Torrico 13 | Budapest Bank Szögi 10           | 1.000 Zuschauer      | 800 Zuschauer        | 47 : 44 |
| Mios Biganos Borg 14              | Handball Cercle Nîmes Jeriček 13 | 05.02. So. 17:00 Uhr | 11.02. Sa. 20:00 Uhr | 51 : 55 |
| Mios Biganos Borg 14              | Handball Cercle Nîmes Jeriček 13 | 27 : 27 (12 : 15)    | 24 : 28 (11 : 13)    | 51 : 55 |
| Mios Biganos Borg 14              | Handball Cercle Nîmes Jeriček 13 | 1.000 Zuschauer      | 1.500 Zuschauer      | 51 : 55 |
| KIF Vejen Bjørndalen 11           | Frankfurter HC Hering 14         | 05.02. So. 17:00 Uhr | 12.02. So. 16:00 Uhr | 51 : 50 |
| KIF Vejen Bjørndalen 11           | Frankfurter HC Hering 14         | 30 : 30 (15 : 16)    | 21 : 20 (09 : 12)    | 51 : 50 |
| KIF Vejen Bjørndalen 11           | Frankfurter HC Hering 14         | 350 Zuschauer        | 900 Zuschauer        | 51 : 50 |
| CSM Bukarest Popa 9               | HC Zalău Rob 18                  | 11.02. Sa. 11:00 Uhr | 12.02. So. 11:00 Uhr | 44 : 55 |
| CSM Bukarest Popa 9               | HC Zalău Rob 18                  | 24 : 27 (11 : 15)    | 20 : 28 (08 : 11)    | 44 : 55 |
| CSM Bukarest Popa 9               | HC Zalău Rob 18                  | 500 Zuschauer        | 650 Zuschauer        | 44 : 55 |
| GK Lada Toljatti Dawydenko 18     | Bera Bera Fernández 13           | 05.02. So. 17:00 Uhr | 11.02. Sa. 17:30 Uhr | 62 : 57 |
| GK Lada Toljatti Dawydenko 18     | Bera Bera Fernández 13           | 28 : 22 (14 : 13)    | 34 : 35 (18 : 14)    | 62 : 57 |
| GK Lada Toljatti Dawydenko 18     | Bera Bera Fernández 13           | 2.700 Zuschauer      | 1.000 Zuschauer      | 62 : 57 |

## Viertelfinale
Es nahmen die 8 Sieger aus dem Achtelfinale teil.
Die Auslosung des Viertelfinales fand am 14. Februar 2012 um 11:00 Uhr (UTC+2) in Wien statt.
Die Hinspiele fanden am 3./4. März 2012 statt. Die Rückspiele fanden am 10./11. März 2012 statt.

### Qualifizierte Teams
| - Team Tvis Holstebro - KIF Vejen - TSV Bayer 04 Leverkusen - GK Lada Toljatti | - CB Mar Alicante - Handball Cercle Nîmes - HC Zalău - Maliye Milli Piyango SK |

### Ausgeloste Spiele und Ergebnisse
| Mannschaft 1                      | Mannschaft 2                       | Hinspiel             | Rückspiel            | Gesamt  |
| --------------------------------- | ---------------------------------- | -------------------- | -------------------- | ------- |
| KIF Vejen Bjørndalen 16           | TSV Bayer 04 Leverkusen Jochin 13  | 03.03. Sa. 19:00 Uhr | 11.03. So. 16:00 Uhr | 60 : 57 |
| KIF Vejen Bjørndalen 16           | TSV Bayer 04 Leverkusen Jochin 13  | 35 : 25 (14 : 12)    | 25 : 32 (16 : 14)    | 60 : 57 |
| KIF Vejen Bjørndalen 16           | TSV Bayer 04 Leverkusen Jochin 13  | 400 Zuschauer        | 650 Zuschauer        | 60 : 57 |
| Handball Cercle Nîmes Jeriček 13  | HC Zalău Ciuciulete 14             | 03.03. Sa. 20:00 Uhr | 11.03. So. 11:00 Uhr | 53 : 56 |
| Handball Cercle Nîmes Jeriček 13  | HC Zalău Ciuciulete 14             | 24 : 27 (09 : 16)    | 29 : 29 (11 : 12)    | 53 : 56 |
| Handball Cercle Nîmes Jeriček 13  | HC Zalău Ciuciulete 14             | 1.200 Zuschauer      | 650 Zuschauer        | 53 : 56 |
| Team Tvis Holstebro Nørgaard 23   | GK Lada Toljatti Dawydenko 18      | 04.03. So. 14:00 Uhr | 10.03. Sa. 17:00 Uhr | 72 : 72 |
| Team Tvis Holstebro Nørgaard 23   | GK Lada Toljatti Dawydenko 18      | 42 : 34 (22 : 16)    | 30 : 38 (16 : 15)    | 72 : 72 |
| Team Tvis Holstebro Nørgaard 23   | GK Lada Toljatti Dawydenko 18      | 1.400 Zuschauer      | 2.500 Zuschauer      | 72 : 72 |
| CB Mar Alicante Ortuño Torrico 16 | Maliye Milli Piyango SK Snopowa 15 | 03.03. Sa. 19:00 Uhr | 10.03. Sa. 15:00 Uhr | 52 : 46 |
| CB Mar Alicante Ortuño Torrico 16 | Maliye Milli Piyango SK Snopowa 15 | 26 : 26 (10 : 14)    | 26 : 20 (10 : 09)    | 52 : 46 |
| CB Mar Alicante Ortuño Torrico 16 | Maliye Milli Piyango SK Snopowa 15 | 150 Zuschauer        | 500 Zuschauer        | 52 : 46 |

## Halbfinale
Es nahmen die 4 Sieger aus dem Viertelfinale teil.
Die Auslosung des Halbfinales fand am 13. März 2012 um 11:00 Uhr (UTC+2) in Wien statt.
Die Hinspiele fanden am 30. März und 1. April 2012 statt. Die Rückspiele fanden am 31. März und 8. April 2012 statt.

### Qualifizierte Teams
| - KIF Vejen - GK Lada Toljatti | - CB Mar Alicante - HC Zalău |

### Ausgeloste Spiele und Ergebnisse
| Mannschaft 1                      | Mannschaft 2            | Hinspiel             | Rückspiel            | Gesamt  |
| --------------------------------- | ----------------------- | -------------------- | -------------------- | ------- |
| GK Lada Toljatti Dawydenko 6      | KIF Vejen Arslanagić 14 | 01.04. So. 17:00 Uhr | 08.04. So. 17:00 Uhr | 43 : 37 |
| GK Lada Toljatti Dawydenko 6      | KIF Vejen Arslanagić 14 | 21 : 16 (10 : 10)    | 22 : 21 (08 : 08)    | 43 : 37 |
| GK Lada Toljatti Dawydenko 6      | KIF Vejen Arslanagić 14 | 2.700 Zuschauer      | 500 Zuschauer        | 43 : 37 |
| CB Mar Alicante Ortuño Torrico 18 | HC Zalău Ciuciulete 11  | 30.03. Fr. 18:00 Uhr | 31.03. Sa. 11:00 Uhr | 46 : 54 |
| CB Mar Alicante Ortuño Torrico 18 | HC Zalău Ciuciulete 11  | 20 : 30 (13 : 16)    | 26 : 24 (18 : 13)    | 46 : 54 |
| CB Mar Alicante Ortuño Torrico 18 | HC Zalău Ciuciulete 11  | 900 Zuschauer        | 800 Zuschauer        | 46 : 54 |

## Finale
Es nahmen die 2 Sieger aus dem Halbfinale teil.
Die Auslosung des Finales fand am 10. April 2012 um 11:00 Uhr (UTC+2) in Wien statt.
Das Hinspiel fand am 5. Mai 2012 statt. Das Rückspiel fand am 12. Mai 2012 statt.

### Qualifizierte Teams
| - GK Lada Toljatti - HC Zalău |

### Ausgeloste Spiele und Ergebnisse
| Mannschaft 1     | Mannschaft 2 | Hinspiel             | Rückspiel            | Gesamt  |
| ---------------- | ------------ | -------------------- | -------------------- | ------- |
| GK Lada Toljatti | HC Zalău     | 05.05. Sa. 17:00 Uhr | 12.05. Sa. 17:00 Uhr | 51 : 44 |
| GK Lada Toljatti | HC Zalău     | 30 : 24 (15 : 14)    | 21 : 20 (08 : 10)    | 51 : 44 |

### Hinspiel
HC Lada Toljatti – HC Zalău  30 : 24 (15 : 14)
5. Mai 2012 in Toljatti, Sportkomplex USK „Olimp“, 2.700 Zuschauer.
GK Lada Toljatti: Jerochina, Sidorowa – Blisnowa  (8), Murawjowa  (6), Dawydenko  (3), Marennikowa (3), Tschernoiwanenko (2), Garanina (2), Schipilowa (2), Schilinskaite (2), Gorschenina (1), Nikitina (1), Gorschkowa, Klimowa , Kolokolzewa, Smirnowa
HC Zalău: Nichita, Cheta Mureșan – Ciuciulete (9), Beşe  (5), Szűcs   (3), Ailincăi (1), Bădiță (1), Czeczi   (1), Molfea (1), Rob (1), Șomoi  (1), Țurcaș   (1), Varga
Schiedsrichter:  Ivan Pavićević und Miloš Ražnatović
Quelle: Spielbericht

### Rückspiel
HC Zalău – HC Lada Toljatti  20 : 21 (10 : 8)
12. Mai 2012 in Oradea, Antonio Alexa, 2.500 Zuschauer.
HC Zalău: Nichita, Cheta Mureșan, Mureșan – Ciuciulete  (5), Bădiță (3), Ailincăi (2), Beşe  (2), Molfea (2), Rob (2), Țurcaș (2), Szűcs   (1), Trif (1), Cristoaica, Czeczi , Șomoi , Varga
GK Lada Toljatti: Jerochina, Sidorowa – Blisnowa  (4), Marennikowa (3), Schipilowa    (3), Schilinskaite (3), Tschernoiwanenko (2), Dawydenko  (2), Gorschenina (1), Kolokolzewa (1), Murawjowa   (1), Nikitina (1), Garanina, Gorschkowa, Klimowa , Smirnowa
Schiedsrichter:  Shlomo Cohen und Yoram Peretz
Quelle: Spielbericht